# 高峰三枝子
高峰 三枝子（たかみね みえこ、本名：鈴木 三枝子、1918年12月2日 - 1990年5月27日）は、日本の女優、歌手。歌う映画スターの草分け的存在。父は筑前琵琶演奏者の高峰筑風。妹は女優で歌手の高峰麻梨子。孫は元女優の高峰陽（ひなた）。

## 来歴・人物

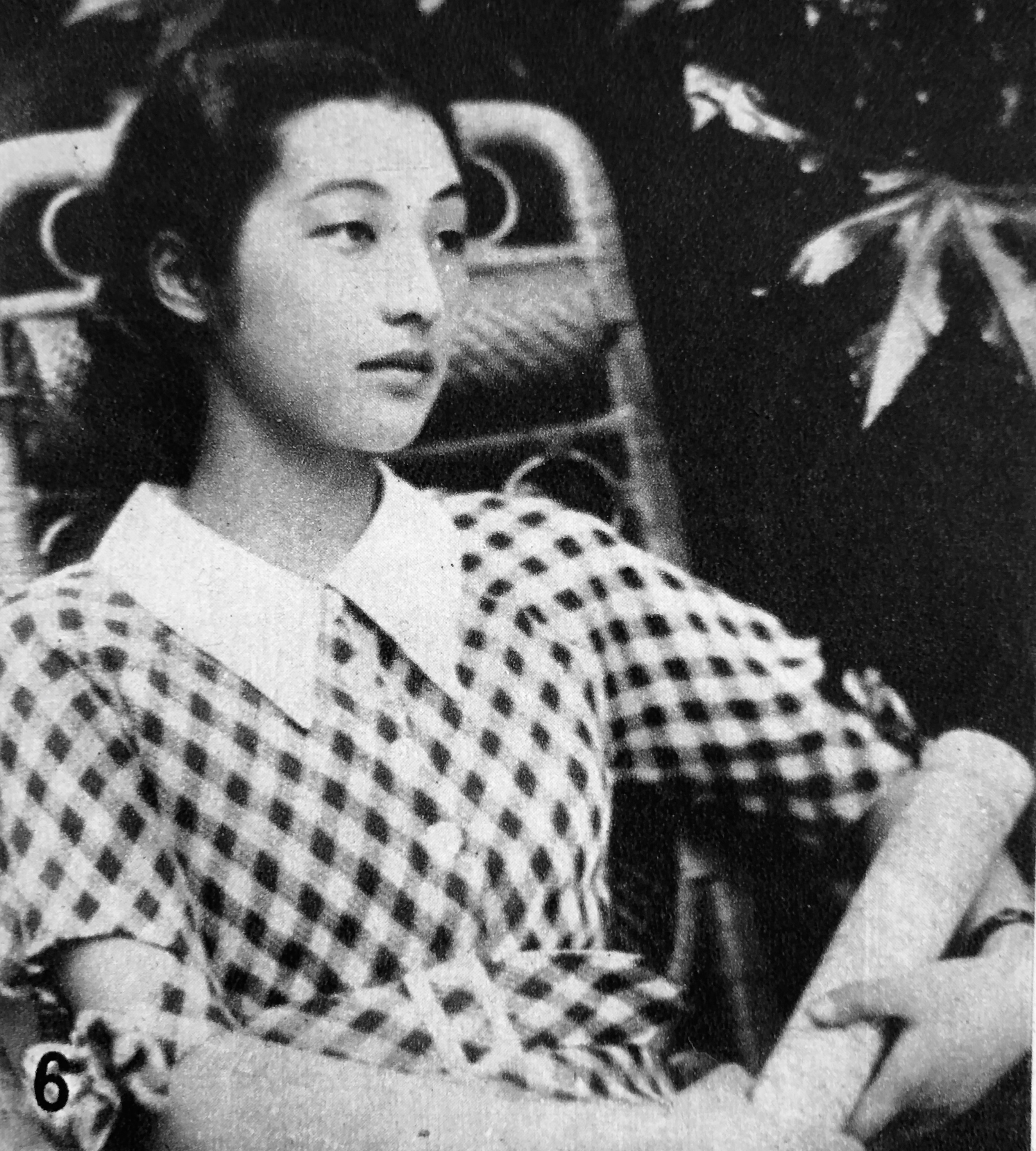
1936年

1918年（大正7年）12月2日（月曜日）、東京府東京市芝区露月町（現在の東京都港区新橋5丁目）に生まれる。実父・高峰筑風は、独立して高峰流筑前琵琶の宗家となった。東洋英和女学校（高等女学校。東洋英和女学院中学部・高等部の前身）を卒業した1936年（昭和11年）に、筑風が急死。一家を養うために、周囲の勧めもあり映画界入りを決意。帝国劇場の専務の紹介で松竹に入社し、同年に公開された大船映画『母を尋ねて』で女優としてデビューした。
理知的で気品のある美貌はたちまち人気を集め、翌年、「松竹三羽烏」（当時の松竹での人気二枚目俳優）と呼ばれた上原謙・佐野周二・佐分利信を相手にマドンナ役を演じた『婚約三羽烏』が公開。同じ1937年（昭和12年）の年末に公開された浜本広の小説を映画化した『浅草の灯』で演じた浅草オペラの踊り子役で、歌を口ずさむシーンが話題となり、コロムビアがレコード歌手としてスカウト。翌13年、映画『蛍の光』の主題歌「蛍の光」を桑野通子、高杉早苗と吹き込み、レコードデビュー。続いて映画『宵待草』主題歌の「宵待草」がヒット。これに気を良くした松竹とコロムビアは合同で音楽映画『純情二重奏』を製作し、映画と並び霧島昇と歌った主題歌が大ヒットすると、「歌う映画女優」と云われた。1943年には大東亜会議で各国代表の前で歌っている。
映画における活躍も続き、1939年（昭和14年）、吉村公三郎監督による『暖流』で気取らない名門の令嬢役をこなし、女優としての知名度をさらに高めた作品となった。『信子』『戸田家の兄妹』『男への条件』『高原の月』と主演映画はいずれもヒット作品となり、松竹の看板スターとなっていった。一方、レコード歌手としても1940年（昭和15年）には「湖畔の宿」、1942年（昭和17年）には「南の花嫁さん」を映画とは無関係にヒットさせている。

### 戦後
1946年（昭和21年）6月公開のマキノ正博監督の『待ちぼうけの女』に主演。女優としての新しい一面に挑戦した。同年10月、英文雑誌『スポットライト』を出していた8歳年上の実業家鈴木健之と結婚し一子清貴をもうける。
レコード歌手としての実績を活かした音楽映画をシリーズ化した作品『懐しのブルース』（1948年）、『別れのタンゴ』（1949年）、『想い出のボレロ』（1950年）、『情熱のルムバ』（1950年）などが主題歌と共にヒットした。高峰は『情熱のルムバ』の出演料で、西郷隆盛の次男の西郷午次郎の長男の隆一が所有していた渋谷区南平台町の土地500坪を購入した。隣は岸信介の私邸が建っていた。『今ひとたびの』『リラの花忘れじ』『自由学校』『女の園』など、作品にも恵まれて第一線の女優として人気を誇った。
私生活では1954年（昭和29年）に離婚。その際の様々な心労から1956年（昭和31年）に声帯が凹むという奇病に罹り、ステージで声が出なくなったことをきっかけに歌手活動から遠ざかった。同年夏、自宅の隣地に住む岸信介から「借り受けたい」という申し出があり、自宅と土地を貸した。高峰は大田区中馬込の家に移り住んだ。
1960年（昭和35年）7月19日、岸は内閣総理大臣を退任。それに伴い、高峰から借り受けた南平台町の土地の一部と、複数の邸宅のうち、首相公邸として使っていた建物を高峰に返却した。1964年（昭和39年）7月に宗教法人の認可を受けた世界基督教統一神霊協会（現・世界平和統一家庭連合）は、11月1日、教団本部を世田谷区代沢5丁目から、岸が返却した南平台町45番地（当時の番地）に移転。首相公邸として使われていた建物は教団本部の建物となり、教団本部と岸の私邸は隣続きになった。
1966年（昭和41年）、11年振りに公の場で歌ったところ声が戻っていることがわかり、藤山一郎や服部良一らの勧めもあって東京12チャンネルのテレビ番組「歌謡百年」に出演し大反響となった。「高峰三枝子カムバック」と報道されるほどの人気となり、1967年（昭和42年）には自身のヒット曲をステレオで再録音したLPを発売し、30万枚以上を売り上げる。
また、テレビ時代に合わせ、1968年（昭和43年）から女優を起用する初めての試みであった「3時のあなた」の司会に就任。高峰の落ち着いた司会ぶりと気さくな人柄が好評で、当初の予定を大幅に延長し、1973年（昭和48年）5月まで5年1ヶ月司会を務める。その間にマレーネ・ディートリヒのショウを見たことが動機となって、1969年（昭和44年）、日生劇場で「高峰三枝子リサイタル」を開催。芸能生活35年を記念したリサイタルも1972年（昭和47年）に行い、1975年（昭和50年）、1983年（昭和58年）、1986年（昭和61年）には「全国縦断リサイタル」で往年のファンの要望に応えた。
1976年（昭和51年）には『犬神家の一族』（市川崑監督）での演技が高く評価され、第19回ブルーリボン賞助演女優賞を受賞。女優として初めて栄誉に浴した。1981年（昭和56年）からは、『懐しのブルース』など多くの映画で共演した上原謙とともに国鉄（現・JR）の「フルムーン」のCMに出演、夫役の上原と二人で温泉で入浴し豊満な乳房を露出するシーンが話題となった。
1985年（昭和60年）に紫綬褒章を受章し、同年10月30日の園遊会に招待される。1986年（昭和61年）12月、岐阜県明智町（現・恵那市）に開設された「日本大正村」初代村長に就任。日本大正村にある大正ロマン館は高峰と元横綱栃錦の記念館である。平成時代に入っても新宿コマ劇場でリサイタルを開いたり、テレビのバラエティー番組に出演するなど、活発に活動していた。そして、遺作となったのがTBSテレビの３時間ドラマ「閨閥」であった。このドラマのプロデューサー市川哲夫によれば、高峰の演技は畢生の名演だったと言う。4月7日の放送後の1990年（平成2年）4月18日、田園調布の自宅で脳梗塞のため倒れ、世田谷区の日産厚生病院に緊急入院した。意識は混濁し、左半身は完全に麻痺状態だった。その後一時は意識が回復し生命の危機を脱したという報道もあった。だが入院から約1か月後の5月25日に容体が再び急変し、5月27日午後5時30分に死亡した。71歳没。意識が絶える瞬間まで「早く仕事に戻りたい」と繰り返していたという。高峰のその死は当時大きく取り上げられ、テレビでも多数の追悼番組が放送された。没後、勲四等宝冠章が追贈された。墓所は港区覚林寺。
死後、株式会社高峰プロモーション（取締役の一人は孫の陽）が版権及び肖像権等の管理、許諾をしていた。
社団法人映像コンテンツ権利処理機構においては不明権利者とされている。

## エピソード

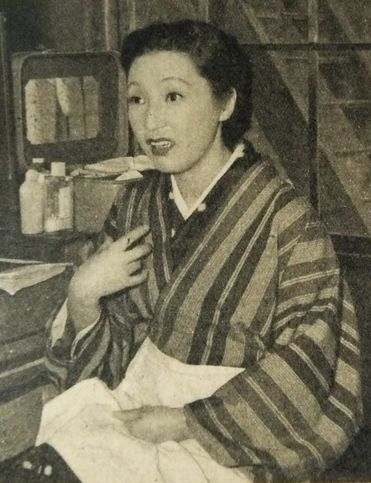
1953年

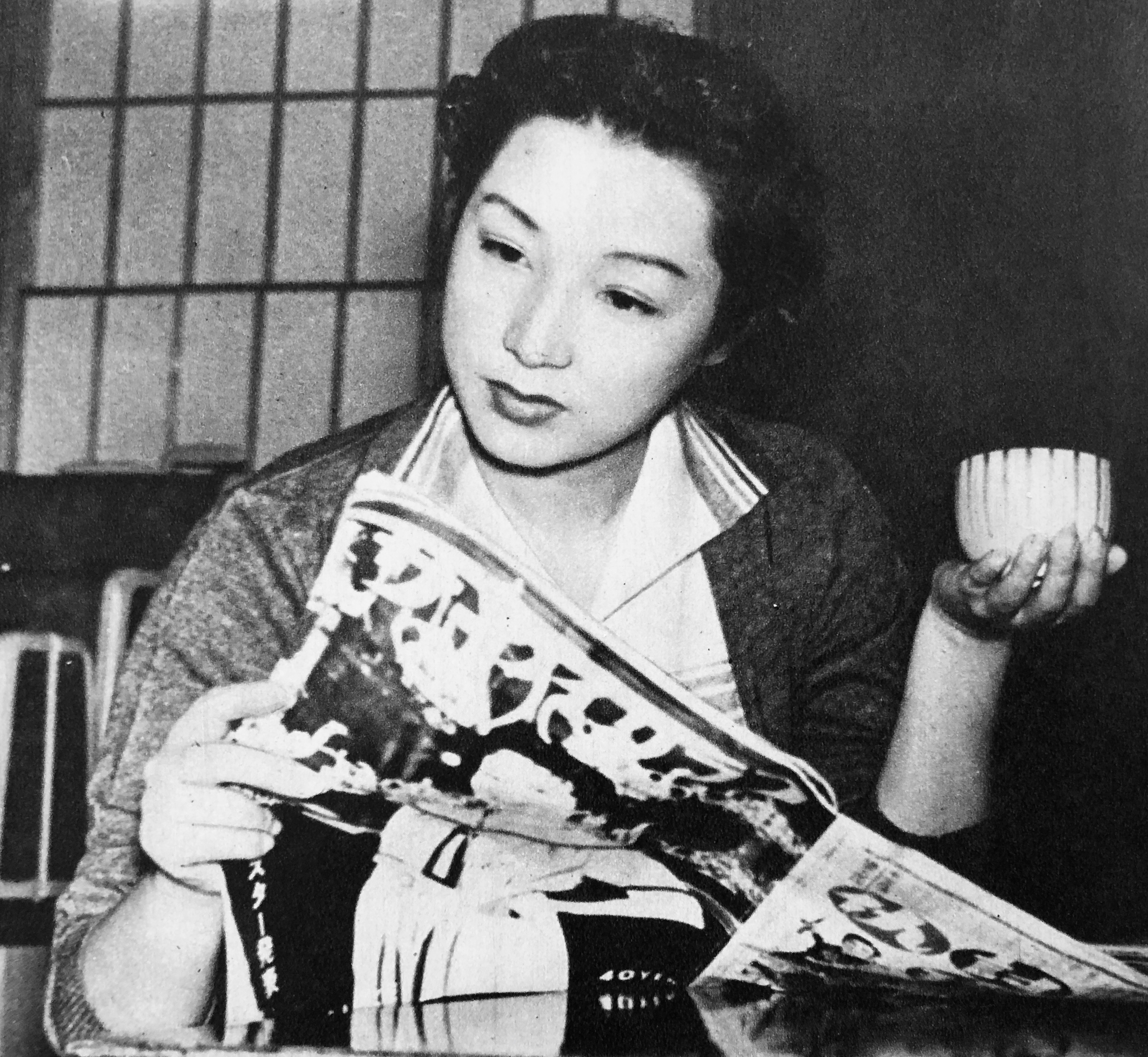
1954年10月24日、京都市。

- 佐野周二とは無二の親友で佐野は「お転婆な妹」と形容していた[12]。
- その佐野が陸軍伍長として出征した際に高峰三枝子がこっそり見送ると戦地から高峰に佐野が手紙に送りそこには"兄貴より”と書かれていた[13]。

- 一時期、馬主だったことがある。代表的な所有馬に、1952年の桜花賞、優駿牝馬を制したスウヰイスーがいる（井門昭二との共同所有馬）。
- 軽井沢に別荘を所有していたが、自宅のあった田園調布エリアを扱うタウン情報誌のインタビューでは、「田園調布は、じつに自然に恵まれた、いい所です。（中略）ここに住むと、軽井沢に持ち家があるのも忘れて、ついつい1年に1度も軽井沢に行かないこともあるのです」とも述べている[14]。
- 「湖畔の宿」は後に、センチメンタルな曲調に加え、歌詞が軟弱であるという理由から否定的な声も聞かれたが、当時来日していたビルマの高官がこの曲を好むことを首相の東條英機が知り、高峰を東京・芝の紅葉館に招いて歌わせたところ、大いに受けた。曲中の台詞が、死地へ赴く兵士の心情とあいまって、特攻隊、前線兵士の間では人気が高く、愛唱され続けた。そのため慰問でも「湖畔の宿」のリクエストは絶えなかった。1943年（昭和18年）、大東亜会議出席のため来日した、ビルマのバー・モウ長官が高峰のファンで、そのバー・モウからの強い要望で、東條自ら高峰側へ要請し、各国首脳の前で「湖畔の宿」や「南の花嫁さん」「純情二重奏」の3曲を披露した。レコード会社の原簿には1943年8月5日付で廃盤になり、288100枚の売り上げを記録した（SPレコード第34号105頁、アナログ・ルネッサンス・クラブ、1999年10月5日発行）とある。また、作曲者の服部良一も取材の中で発売禁止の事実はないと証言（季刊SEVEN　EIGHT　第80号、鎌倉書林、1990年12月1日発行）している。
- 学生時代、池部良とグループ交際しており、お互い俳優として再会した時はともに驚いたという。
- 阪急ブレーブスの大ファンで、特に当時のエース・梶本隆夫がお気に入りだった。後楽園球場に年間ボックスを確保して、阪急ブレーブスの試合には必ず応援に訪れていた。巨人ファンの市川崑とラジオ対談した際は、「私は松竹で、市川さん東宝なのにね（東宝は阪急資本で設立された企業であり、一方の松竹も、当時プロ野球チームの松竹ロビンスを所有していた）」と、自身が所属する映画会社と贔屓の球団があべこべであることを笑いあったことがある。
- 『3時のあなた』での司会がきっかけとなり、自民党から1974年の参議院議員選挙への出馬の打診を受けるも断った。自民党は山口淑子に白羽の矢を立て、山口は全国区で初当選した。
- 1975年4月に行われた東京都知事選挙では自民党推薦の石原慎太郎を応援した[15]。
- 1981年、国鉄の「フルムーン夫婦グリーンパス」のCMでの上原謙と二人で温泉につかるシーンでは、清純で上品なお嬢様役が多かった高峰の豊かな胸の谷間が大胆に披露されたこともあり、社会現象と言えるほどの人気を博す。このCMに、元・女優で自民党参議院議員の山東昭子が「シリコンを入れた年寄りの胸など見たくない」と発言（雑誌「太陽」のアンケートに回答）したのも話題を呼んだ。高峰は「胸が大きいのは家系。母も妹も大きい。シリコン入りだ、なんて冗談じゃない」と反論。後年出版した自伝でもこのことについては、明確に否定している。また共演した上原も「シリコンだなんて…」とやんわり疑惑を否定している。
- 1982年にTBS系で放送されたドラマ「いつもお陽さま家族」で、当時の皇后（香淳皇后）の役を演じているが、香淳皇后を俳優が演じたのはこれが初めてと言われている。
- 1985年、秋の園遊会に招かれた際に、昭和天皇からのお言葉に感激のあまり泣いてしまい、『本日はお招き本当にありがとうございました。』と涙ながらに答えるのが精一杯であった。芸能活動について『最近どうだね?』と尋ねようとした昭和天皇も少し驚いた様子であったという。

## 受賞歴
- 1977年：第19回ブルーリボン賞助演女優賞
- 1985年：紫綬褒章
- 1986年：第28回日本レコード大賞・功労賞
- 1986年：第40回毎日映画コンクール特別賞
- 1990年：勲四等宝冠章
- 1991年：第14回日本アカデミー賞会長特別賞

## 出演作品

### 映画
- 母を尋ねて（監督：佐々木康、1936年）
- 金色夜叉（監督：清水宏、1937年）

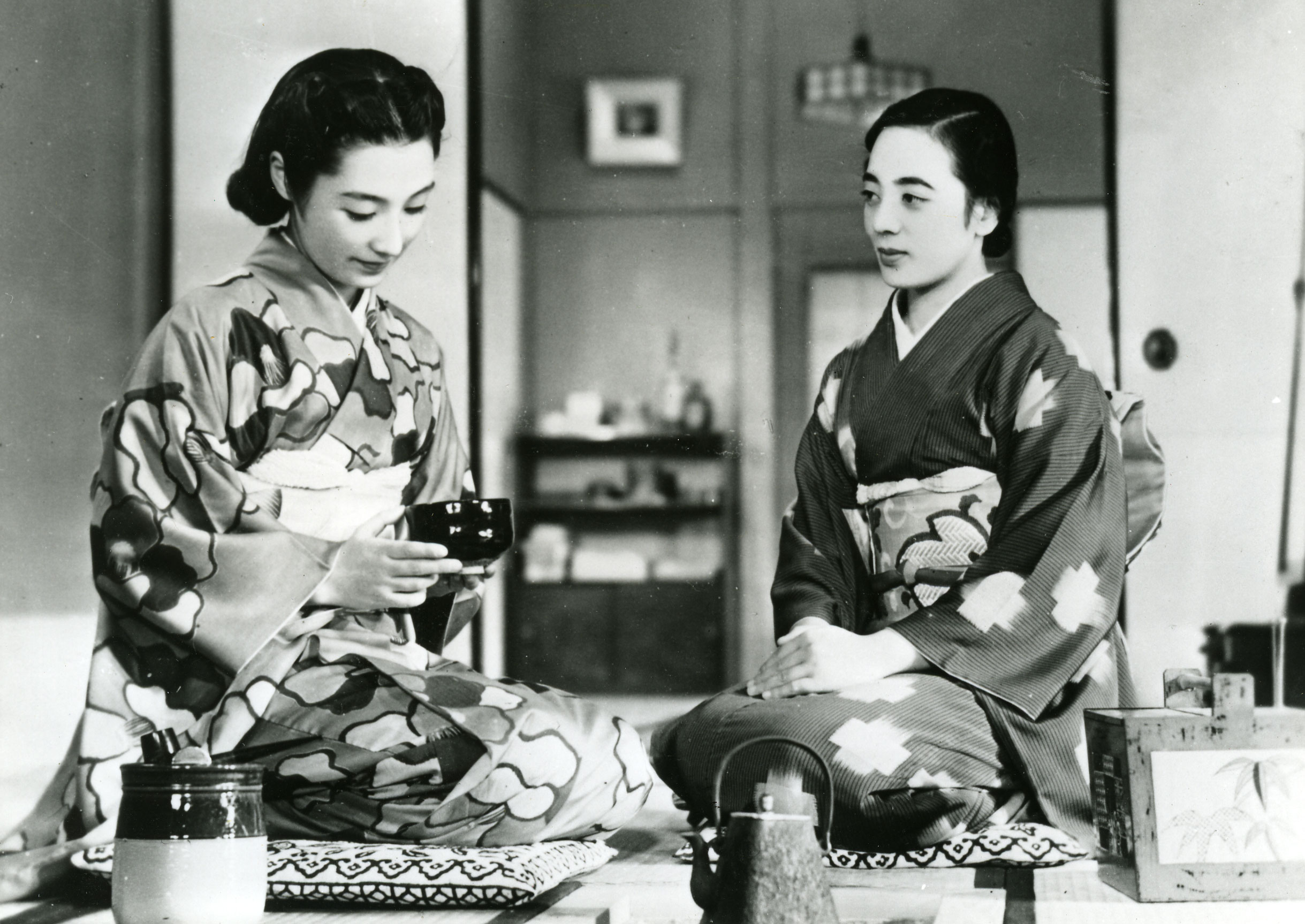
『戸田家の兄妹』（1941年）

『女の園』（1954年）

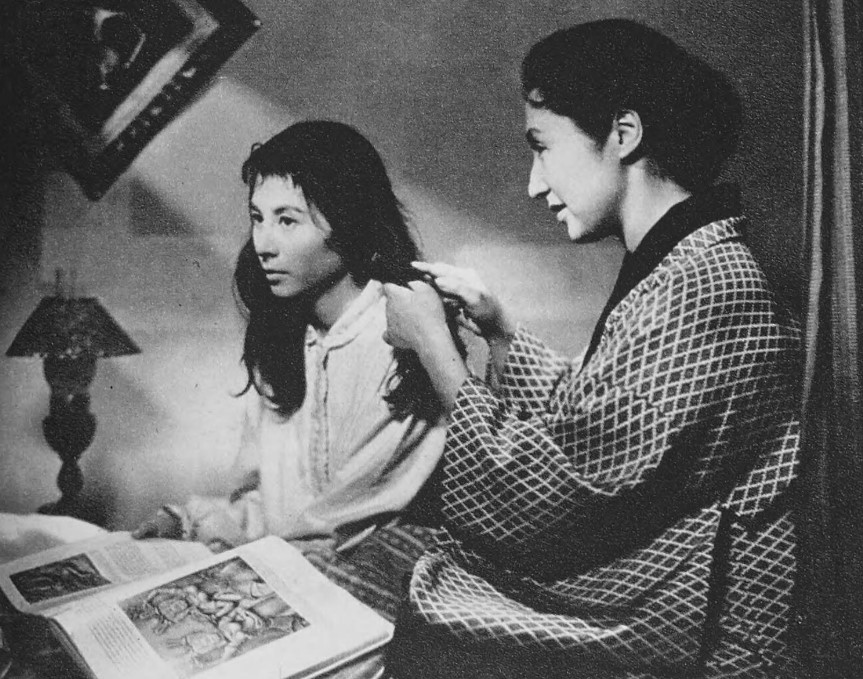
『挽歌』（1957年）

- 婚約三羽烏（監督：島津保次郎、1937年）
- 浅草の灯（監督：島津保次郎、1937年）
- 荒城の月（監督：佐々木啓祐、1937年）
- 蛍の光  (監督:佐々木康、1938年・松竹大船)
- 按摩と女（監督：清水宏、1938年）
- 純情二重奏（監督：佐々木康、1939年）
- 暖流（監督：吉村公三郎、1939年）
- 信子（監督：清水宏、1940年）
- 櫻の國（監督：渋谷実、1941年）
- 戸田家の兄妹（監督：小津安二郎、1941年）
- 花は偽らず(監督 : 大庭秀雄、1941年)
- 元禄忠臣蔵 後篇（監督：溝口健二、1942年）
- 高原の月（監督：佐々木啓祐、1942年5月14日・松竹大船） - 春江
- 敵機空襲（監督：吉村公三郎、野村浩将、渋谷実、 1943年4月1日・松竹大船）
- 撃滅の歌（監督：佐々木康、1945年3月29日・松竹大船）
- グランドショウ1946年（監督：マキノ正博、1946年）
- 待ちぼうけの女（監督：マキノ正博、1946年）
- お夏清十郎（監督：木村恵吾、1946年）
- 今宵妻となりぬ（監督：田中重雄、1947年）
- 今ひとたびの（監督：五所平之助、1947年）
- 情炎（監督：渋谷実、1947年）
- リラの花忘れじ（監督：原研吉、1947年）
- 懐しのブルース（監督：佐々木康、1948年）
- 花嫁選手（監督：小杉勇、1948年）
- 受胎（監督：渋谷実、1948年）
- 天の夕顔（監督：阿部豊、1948年）
- 誰に恋せん（監督：牛原虚彦、1948年）
- すいれん夫人とバラ娘（監督：田中重雄、1948年）
- 嫉妬（監督：吉村公三郎、1949年）
- 女の闘い（監督：千葉泰樹、1949年）
- 別れのタンゴ（監督：佐々木康、1949年）
- 想い出のボレロ（監督：佐々木康、1950年）
- 真珠夫人 処女の巻（監督：山本嘉次郎、1950年）
- 真珠夫人 人妻の巻（監督：山本嘉次郎、1950年）
- 情熱のルムバ（監督：佐々木康、1950年）
- 悲歌（監督：山本嘉次郎、1951年）
- 自由学校（監督：渋谷実、1951年）
- 舞姫（監督：成瀬巳喜男、1951年）
- 南風（監督：岩間鶴夫、1951年）
- 大江戸五人男（監督：伊藤大輔、1951年） - 腰元おきぬ
- 治郎吉格子（監督：伊藤大輔、1952年）
- 妻（監督：成瀬巳喜男、1953年）
- お祭り半次郎（監督：稲垣浩、1953年）
- 女の園（監督：木下惠介、1954年）
- 丹下左膳 こけ猿の壺（監督：三隅研次、1954年）
- 青春怪談（監督：阿部豊、1955年）
- 柿の木のある家（監修：内田吐夢、監督：古賀聖人、1955年）
- 子供の眼 Eyes Of Children（第13回ゴールデングローブ賞 外国語映画賞受賞作品、監督：川頭義郎、1956年）
- 世にも面白い男の一生 桂春団治（監督：木村恵吾、1956年）
- 浪人街（監督：マキノ雅弘、1957年）
- 挽歌（監督：五所平之助、1957年）
- 点と線（監督：小林恒夫、1958年）カラー映画
- 多羅尾伴内 十三の魔王 (監督：松田定次、1958年)カラー映画
- 吹雪と共に消えゆきぬ（監督：木村恵吾、1959年）
- 炎の城（監督：加藤泰、1960年）
- 婚期（監督：吉村公三郎、1961年）
- 好人好日（監督：渋谷実、1961年）
- お吟さま（監督：田中絹代、1962年）
- 赤い蕾と白い花（監督：西河克己、1962年）
- 光る海（監督：中平康、1963年）
- 悪太郎（監督：鈴木清順、1963年）
- 帰郷（監督：西河克己、1964年）
- 女たちの庭（監督：野村芳太郎、1967年）
- 黒部の太陽（監督：熊井啓、1968年）
- 二人の恋人（監督：森谷司郎、1969年）
- 反逆の報酬（監督：澤田幸弘、1973年）
- あいつと私（監督：河崎義祐、1976年）
- 犬神家の一族（監督：市川崑、1976年） - 犬神松子
- 憧憬（監督：斎藤耕一、1977年）
- 女王蜂（監督：市川崑、1978年） - 東小路隆子
- 火の鳥（監督：市川崑、1978年） - ヒミコ
- 真田幸村の謀略（監督：中島貞夫、1979年） - 淀君
- 天平の甍（監督：熊井啓、1980年）
- 幸福号出帆（監督：斎藤耕一、1980年）
- 父と子（監督：保坂延彦、1983年）
- ふしぎな國 日本（監督：松林宗恵、1983年）
- 序の舞（監督：中島貞夫、1984年）
- ラブ・ストーリーを君に（監督：澤井信一郎、1988年）
- 226（監督：五社英雄、1989年） - 斎藤春子
- 花の季節（監督：中田新一、1990年） ※遺作映画

### テレビドラマ
- 夢見るユメ子（1965年・12Ch系） - 蜂山玲子
- 陽のあたる坂道（1965年・TBS）
- 河内カルメン（1965年 - 1966年・読売テレビ）
- 大奥（1968年・関西テレビ） - 左京の方（月光院）
- 渥美清の泣いてたまるか 第15話「帰れ! わが胸に」（1966年・TBS）
- フルーツポンチ3対3（1968年 - 1969年・NET）
- 朝の連続テレビ小説・信子とおばあちゃん（1969年・NHK）
- 奥さま!タイヘンです（1969年・TBS） - 御手洗さおり
- てるてる坊主（1971年・フジテレビ）- 山野辺澄
- うしろの正面（1975年・NET）- 宇佐美雛子
- 人間の証明（1978年・毎日放送） - 八杉恭子
- 西遊記（1978年 - 1979年） - 釈迦如来
- 西遊記II（1979年 - 1980年） - 釈迦如来
- じょっぱり（1979年・東海テレビ）
- 土曜ワイド劇場 （テレビ朝日）
  - 「田舎刑事3 まぼろしの特攻隊」（1979年）
  - 「運命の旅路 謎の特急出雲1号」（1980年）
  - 「迷探偵コンビ潜入せよ! 幽霊学園祭」（1981年）
- 西部警察 第104話「栄光への爆走」（1981年・テレビ朝日） - 佐伯君子
- おあねえさん（1981年 - 1982年・フジテレビ）
- 火曜サスペンス劇場「白衣の天使殺人事件」（1982年、日本テレビ）
- 平岩弓枝ドラマシリーズ・花の影（1982年、フジテレビ）
- いつもお陽さま家族（1983年・TBS）－皇后陛下（香淳皇后）
- 開幕ベルは華やかに（1983年1月3日・テレビ朝日） - 八重垣光子
- 名探偵・金田一耕助シリーズ（TBS）
  - 本陣殺人事件（1983年） - 一柳糸子
  - 香水心中（1987年） - 常盤松代
- 必殺渡し人（1983年・朝日放送） - 鳴滝忍
- 銀河テレビ小説（NHK）
  - やつらの戦い（1983年）
  - やつらの戦い2（1985年）
  - 下町三人娘（1986年） - 伊村節子
- 大奥（1983年・関西テレビ） - 素心尼
- 水戸黄門（TBS / C.A.L） - 渥美多加
  - 第14部（1983年）
  - 第18部（1988年 - 1989年）
- 炎熱商人（1984年・NHK）
- 風雲 柳生武芸帳（1985年・テレビ東京） - 春日局
- 化粧（1985年・フジテレビ）－蔦野つね
- 江戸っ子芸者青春記（1985年・NHK）
- 樋口一葉 われは女成りけるものを（1985年・NHK）
- Wの悲劇（1986年・フジテレビ） - 和辻みね
- 炎の料理人・北大路魯山人（1987年・日本テレビ）
- 魔女三人みちのく温泉オシャレ旅（1989年・テレビ朝日）
- 春を待つ家（1990年・フジテレビ）
- 閨閥（1990年・TBS） ※遺作テレビドラマ

### バラエティ
- 3時のあなた（1968年4月 - 1973年5月・フジテレビ）
- ライオンのいただきます（フジテレビ）
- なるほど!ザ・ワールド（フジテレビ）不定期出演
- クイズダービー（1978年9月、2枠短期レギュラー・TBS）

ほか多数

### 歌番組
- 高峰三枝子ゴールデンスターショー（1977年・東京12チャンネル）司会

### その他番組
- 石原裕次郎追悼特別番組 さらば青春の友!!（1987年・テレビ朝日）司会

### 舞台
- 祇園恋しや物語
- 楊貴妃
- 妖かしの恋
- 伯爵夫人の肖像
- 女たちの夜明け（1989年9月5日 - 28日、帝国劇場）

### CM
- 国鉄「フルムーン夫婦グリーンパス」

## 著書
- 『おかあさん 母にささげる詩』第1-3集「サンケイ・ドラマブックス」サンケイ新聞社出版局, 1971-73
  - 『お母さん』 角川文庫, 1976
- 『人生は花いろ女いろ―わたしの銀幕女優50年』主婦と生活社、1986年6月25日。ISBN 978-4391109276。

没後出版
- 『永遠の大女優　高峰三枝子』「別冊週刊女性」主婦と生活社、1991年6月
- 『高峰三枝子 日本の映画女優』石割平・円尾敏郎編、ワイズ出版、2012年12月